# Landloper

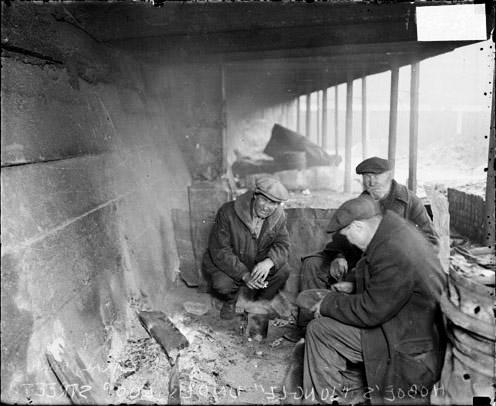
Drie hobo's in 1929 in Chicago

Een landloper is iemand die geen vaste woon- of verblijfplaats en geen bestaansmiddelen heeft. Andere termen voor landloper zijn zwerver, clochard, vagebond en dakloze. Zwervers die vanaf het eind van de 19e eeuw stiekem op treinen in Noord-Amerika meereisden, worden hobo's genoemd.
Traditioneel droeg een landloper zijn weinige bezittingen in een doek die aan een stok over de schouder werd gedragen.
Landlopers waren al in de middeleeuwen een bekend verschijnsel op het platteland. Vaak door armoede gedreven zwierven mensen rond op zoek naar werk, eten en onderdak. Vooral in de zomer waren ze bij veel boeren als werkkracht welkom, en dan hadden ze eten en een slaapplaats (misschien in de hooiberg). Sommige van die zwervende werkzoekers werden bekenden en kwamen jaarlijks op vaste tijden terug. Deze mensen werden in de gemeenschap geaccepteerd omdat ze als dagloner nuttig waren.
Landlopers en bedelaars waren meestal echter niet geliefd. Men was bang voor diefstal en ander crimineel gedrag. Hun aanwezigheid werd vooral in de 19e eeuw niet meer getolereerd en hun manier van leven kon op afkeuring rekenen van de gegoede burgerij. Daarom kwam er een wettelijk verbod en werden landlopers en zwervers geregeld opgepakt en weggejaagd. Soms kwamen ze in gevangenissen, werkkampen of inrichtingen terecht.

## Nederland
In de eerste versie van het nationale Wetboek van Strafrecht (Sr) dat in 1809 tot stand kwam werd landloperij als een misdrijf opgenomen, rondzwerven zonder aantoonbare middelen van bestaan werd strafbaar gesteld. De gedachte hierachter was, dat iemand die sterk genoeg was om rond te reizen, ook sterk genoeg was om te kunnen werken. Dat er vaak geen werkgelegenheid was, werd daarbij genegeerd. De landlopers die werden opgepakt, werden vaak 'tewerkgesteld' in het oosten van Nederland, waar ze in een soort strafkampen aan landontginning werkten. Een bekende inrichting voor landlopers was Esserheem in Veenhuizen. Later werd het evenals bedelarij strafbaar gesteld als een overtreding (art. 432-434 Sr).
In de 20e eeuw nam het aantal veroordelingen sterk af: In 1904 werden er 1920 mensen voor veroordeeld, in 1938 710 en in 1963 nog maar 27. In 2000 werd landloperij in Nederland uit het Wetboek van Strafrecht geschrapt. Op de BES-eilanden was en is landloperij evenals bedelarij nog steeds een overtreding (art. 451-453 Wetboek van Strafrecht BES).

## België
Landloperij was al in het ancien régime een misdrijf. Wie geen werk of middelen van bestaan had, riskeerde een veroordeling. Vanaf 1866 konden veroordeelde landlopers in België ook een terbeschikkingstelling van de regering oplopen; hiervoor waren zogenaamde Rijksweldadigheidskolonies of landloperskolonies opgericht. Een landloper was volgens die wet iemand zonder inkomen die onvoldoende geld had om een brood te kopen. Opsluiting was ook voorzien in de wet van 27 november 1891 tot beteugeling van de landloperij en de bedelarij. De Landloperijwet werd afgeschaft door artikel 29 van de wet van 12 januari 1993 houdende een urgentieprogramma voor een meer solidaire samenleving. Tegelijk werden door artikel 30 enkele bijhorende strafbepalingen in het Strafwetboek opgeheven. Tot 1993 konden landlopers, bedelaars en souteneurs van hun vrijheid beroofd worden en opgesloten worden in speciale open gevangenissen zoals deze van Hoogstraten, Merksplas of Wortel.

## Bekende landlopers

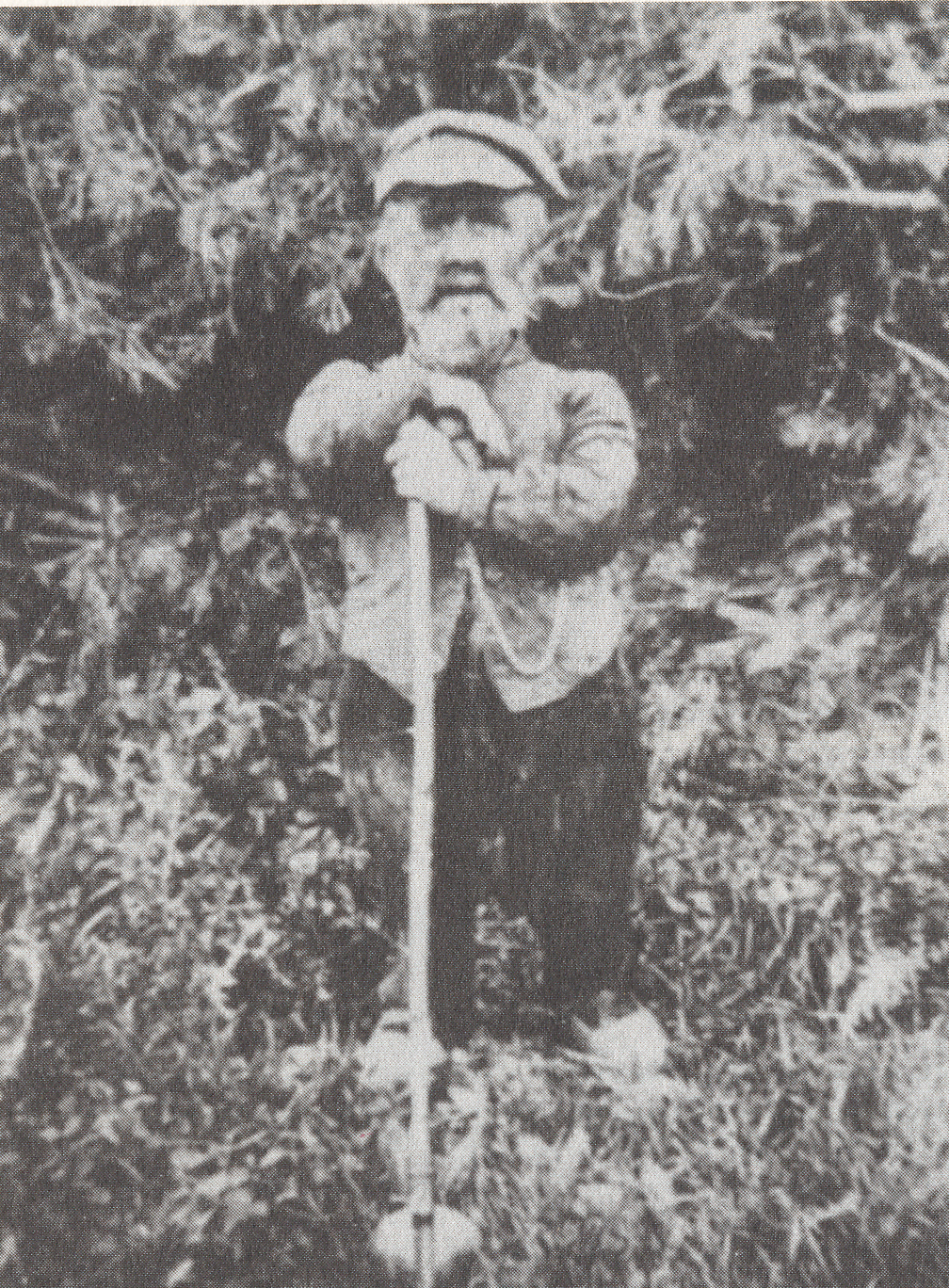
Toon van Els, alias "Tôntje d"n dwerg", die in de omgeving van Oploo rondzwierf. Na zijn overlijden in 1922 werd in Oploo een standbeeld voor hem opgericht.

- Diogenes van Sinope, Oud-Grieks filosoof die uit vrije wil als een arme dakloze leefde.
- Had-je-me-maar, een Nederlandse zwerver die in 1921 tijdens de Amsterdamse gemeenteraadsverkiezingen werd verkozen.
- Imro van Hetten, Nederlands thaibokser uit Utrecht die als dakloze leefde.
- Pööke, Nederlands dorpsfiguur uit Puiflijk die vereeuwigd werd in een standbeeld.
- Toon van Els, alias "Tôntje d"n dwerg", die in de omgeving van Oploo, Nederland rondzwierf.
- Gerard Leeflang, Nederlander die jarenlang als zwerver rondtrok en hier later een journalistiek verslag rond uitbracht.
- François Villon, Frans dichter en crimineel die overal rondzwierf.
- Walter Michiels, Belgisch acteur die na tal van criminele feiten als dakloze kwam te leven.
- Antoon / Zakman, al sinds 2010 een bekend gezicht in Gent. Hij koos ervoor om als dakloze te leven en niet in de krochten van de 'onbehandelbare gevallen' der psychiatrie. Hij weigerde over het algemeen hulp van overheidsdiensten en voorbijgangers en bedelde niet.